# Stazione di Cavaglia
La stazione di Cavaglia è una stazione ferroviaria posta sulla ferrovia del Bernina, gestita dalla Ferrovia Retica. È al servizio di Cavaglia, località di Poschiavo. Nei suoi pressi vi sono alcune marmitte dei giganti, scavati dal locale ghiacciaio, ora non più esistente. Una leggenda locale dice che in esse venivano gettate le streghe. C'è in funzione una centrale idroelettrica, nella stretta simbiosi tra ferrovia del Bernina e sviluppo degli impianti idroelettrici, e un villaggio già creato per i lavoratori della centrale e ora riconvertito a scopi turistici.

## Storia

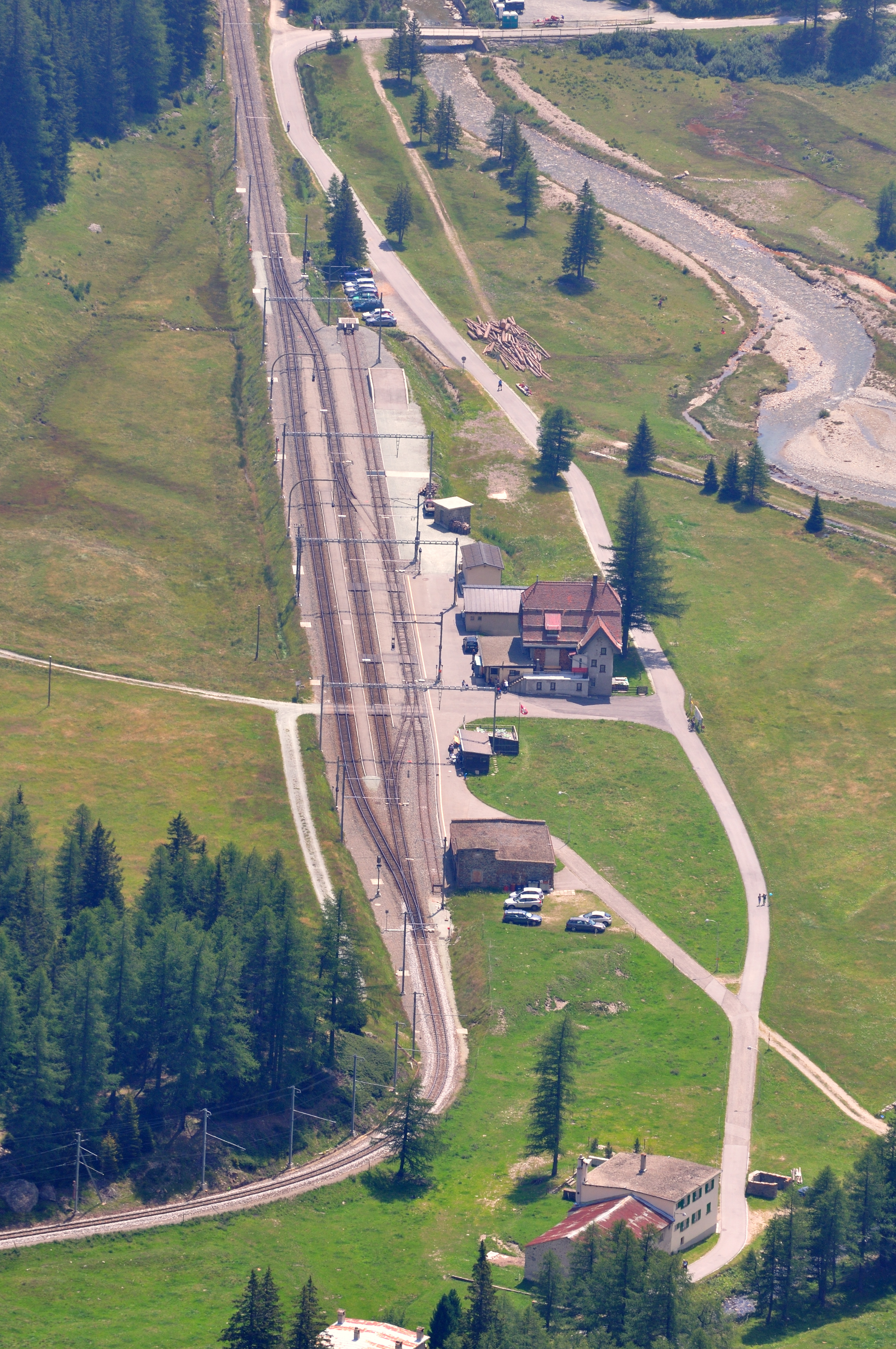
Veduta dall'alto dei binari della stazione di Cavaglia

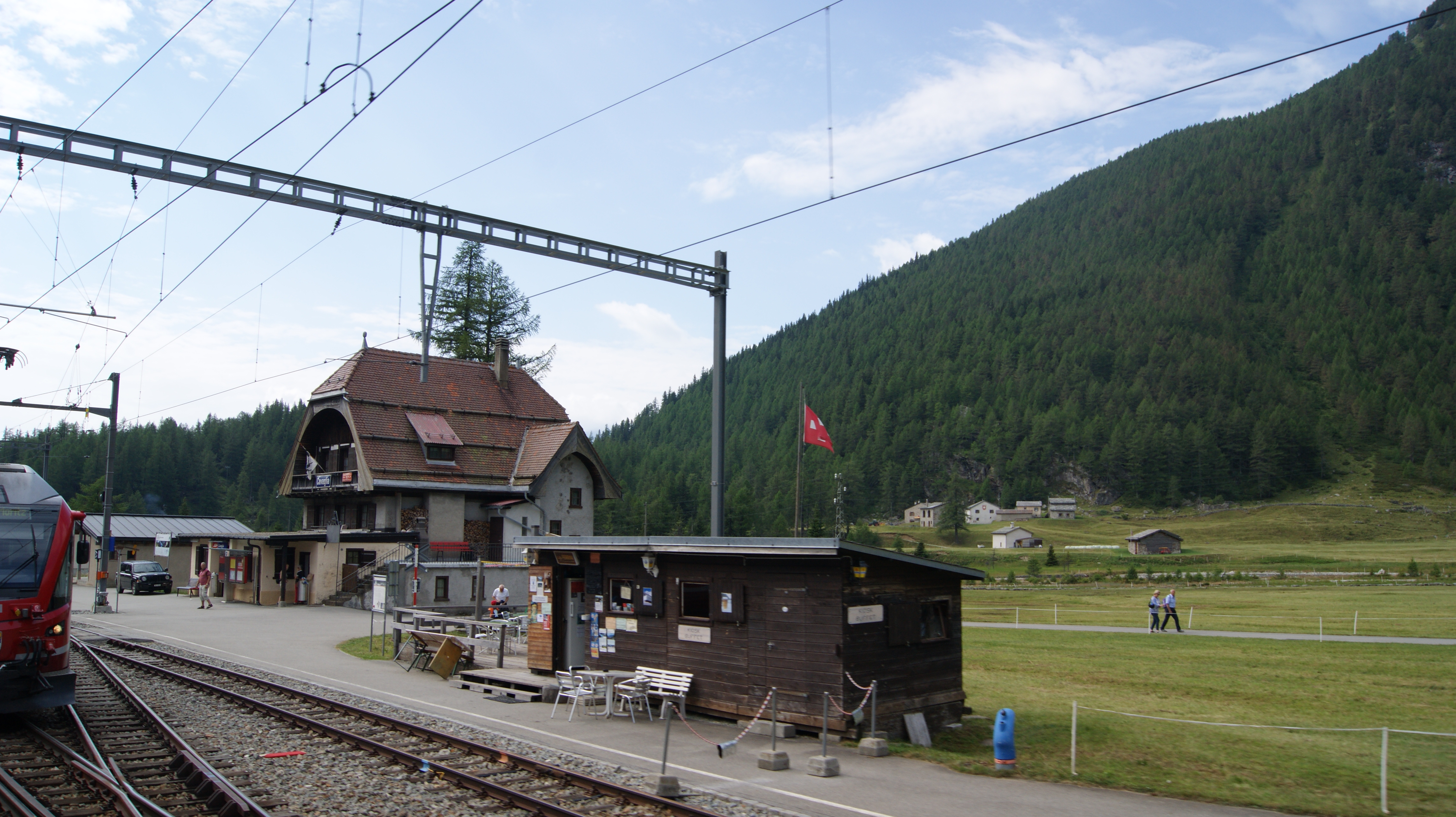
Nel 2018

La stazione entrò in funzione il 5 luglio 1910 insieme alla tratta Ospizio Bernina-Poschiavo della linea del Bernina della Ferrovia Retica.